# Бендерське телебачення
БТБ — перше в Придністров'ї муніципальне телебачення. Було створено на основі кабельного каналу «Телевізійна служба Бендер» (ТСБ).

## Історія
Перша програма Бендерського телебачення вийшла в ефір 7 листопада 1997 року, це був репортаж про святкування річниці Жовтневої Революції. Однак офіційним днем народження каналу є 19 січня 1998 року — день створення Управління з телебачення, радіомовлення і друку міста Бендери.
Зараз на БТБ працює понад 30 журналістів, телеоператорів, монтажерів, які щодня готують до ефіру програми російською, молдавською та українською мовами. У них детально розповідається про політичне і громадське життя міста і республіки. Мовлення каналу здійснюється на місто Бендери і навколишні села.
Наприкінці 2010 року монополіст у сфері надання послуг багатоканального телебачення компанія «IDC» заявла про повну цифровізацію телебачення на всій території Придністров'я. Цифрове телебачення має можливість надавати 72 телеканали у цифровій якості, виключаючи БТБ.
У грудні 2010 року були досягнуті домовленості керівництва «IDC» і БТБ про забезпечення трансляції телепрограм БТБ в новому форматі.

## Ефір

### Інформаційні програми
- «Новини»
- «Тиждень»
- «Екоул септеминей»
- «Українське слово»

### Тематичні програми
- «Дзержинського, 53»
- «Спортивний уїк-енд»
- «Акцент»
- «Бендери та бендерчани»

Також в ефірі транслюються інші програми, документальні та художні фільми.